# Asus A6JA

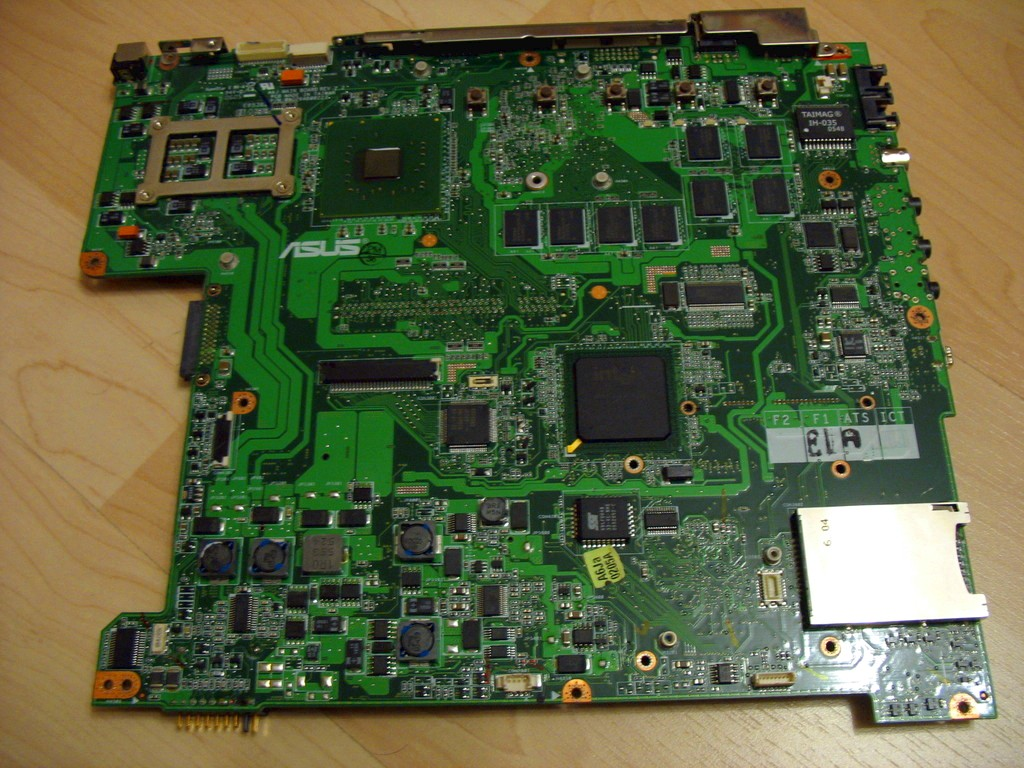
Carte mère d'un Asus A6JA.

La gamme d'ordinateurs portable Asus A6JA, sortie en France à partir de février 2006, est orienté multimédia et surtout destinée aux joueurs avec l'intégration d'une carte graphique dernier cri ce qui permet de jouer à des jeux comme Oblivion et F.E.A.R. sans compromis entre performance et graphisme.
Portables de milieu de gamme, ils intègrent la plupart des technologies disponibles lors de leur sortie. Cependant, la finition, la garantie, le bundle et la présence d'une webcam intégrée et placée au-dessus de l'écran les différencient de la concurrence.
L'appareil photo intégré offre une résolution maximale de 1280×1024, mais uniquement à l'espace colorimétrique YUY2. Avec RGB24 c'est limité à 640×480.